# Castell de Sant Jordi de Lisboa

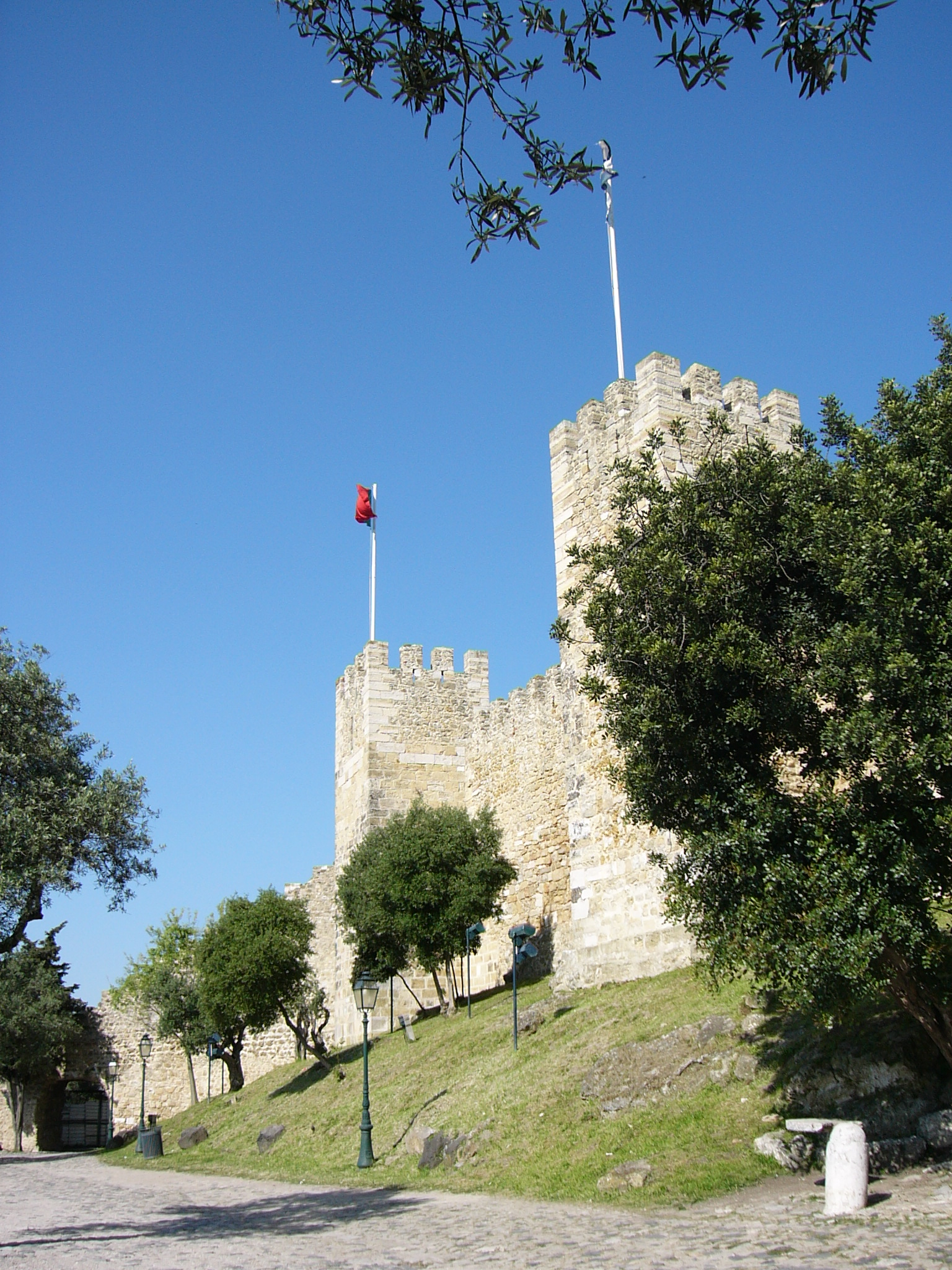
Castell de Sant Jordi

Es coneix com el Castell de Sant Jordi (Castelo de São Jorge en portuguès) a les ruïnes d'un castell en el pujol de Sant Jordi en Lisboa. Primitivament conegut simplement com a Castelo dos Mouros, s'alça en posició dominant sobre la més alt pujol del centre històric, proporcionant als visitants una de les més belles vistes sobre la ciutat i sobre l'estuari del riu Tajo, pel que el govern portuguès fa grans esforços en conservar-lo.
El recinte del castell compta amb aproximadament 6000 m². L'edificació consta de diverses torres i garites, una fossa i dos patis grans.

## Història

### Antecedents
Les investigacions arqueològiques has tret a la llum proves de primitiva ocupació humana en la localització de Lisboa des de, almenys, el segle vi aC, successivament per fenicis, grecs i cartaginesos. Les informacions històriques, mentre, s'inicien en el context de la conquesta d'Hispània per les legions romanes, quan era denominada Olissipo. Serveix, a partir de 137 aC com base d'operacions del Cònsol Dècim Juni Brutus Gal·laic, contra els nuclis de Lusitans dispersos després de l'assassinat del seu líder, Viriat, quan s'admet que ací hauria, per aqueix motiu, existit algun tipus d'estructura defensiva.
Posteriorment, en el 60 a C, sent Propretor Gai Juli Cèsar, conclou la conquesta definitiva de Lusitània, i concedeix a la població el nom de Felicitas Júlia, i als seus habitants els privilegis de la ciutadania romana.

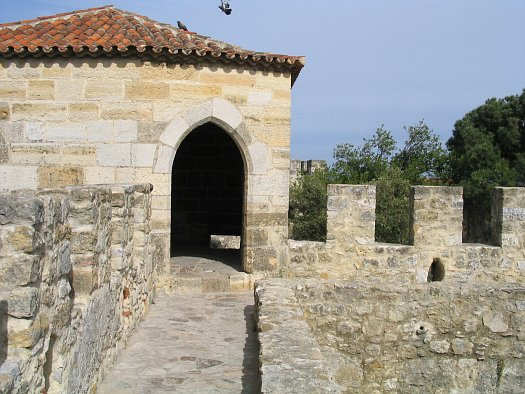
Murs del castell

Durant les invasions de l'Imperi Romà pels bàrbars, de les quals la península no va ser immune, la ciutat va ser conquistada pels sueus sota el comandament de Maldras a mitjans del segle v, i pocs anys més tard pels visigots sota el comandament d'Euric, tornant-se definitivament visigoda sota el regnat de Leovigild. Segles més tard, en el segle viii, la ciutat cau sota domini musulmà, passant a anomenar-se Al-Ushbuna (716). Les transcripcions més freqüents són Ushbuna, al-Ushbuna i Lashbuna. Fou part de la kura de Béja però aviat es va formar una província separada amb Ushbuna, Santarem i Sintra que va portar el nom de Balata.
En el context de la Reconquesta cristiana de la península, la seua possessió oscil·la a l'aire de les envestides cristianes, que la consideren com una mica al marge del riu Tajo. D'eixa forma, va ser conquistada inicialment per Alfons II d'Astúries, en la contraofensiva de 796. En eixa ocasió la ciutat va ser saquejada i les forces cristianes, massa distants de la seua base en la regió d'Entre-Duero-i-Miño, es van retirar de seguida. Idèntic procés es va repetir en el regnat d'Ordoni III de Lleó, quan sota el comandament d'aquest sobirà la ciutat va patir severs danys. El 844 fou atacada pels normands o madjus; el governador de Ushbuna va escriure a l'emir de Còrdova alertant que 54 galeres nòrdiques havien ancorat a la vora de la ciutat i durant 13 dies es van dedicar a matar i saquejar fins que finalment van marxar cap al sud. Un segon atac normand es va produir el 966.
Sabur o Sapur, llibert del califa al-Hakam II, era governador de l'Àndalus Occidental (Gharb al-Andalus) que incloïa Lisboa als darrers anys del califat. Vers el 1012 va proclamar la seva independència adoptant el títol d'hadjib i establint la seva capital a Badajoz. Va morir el 1022 i un dels seus fidels, Abd-Al·lah ibn Muhàmmad ibn Màslama ibn Abd-Al·lah ibn al-Aftas al-Mansur conegut després com al-Mansur o Almansor I de Badajoz, va exercir la regència de dos fills menors d'edat als que no va tardar a suplantar. Els dos menors foren instal·lats a Lisboa però al cap d'un mes, a petició de la població, hi va designar un nou governador. El 1027 el sevillà Abu-l-Qàssim Muhàmmad ibn Abbad va sotmetre l'emirat, i l'emir va haver de reconèixer la sobirania de Sevilla, però quan el 1030 Yahya ben Alí, califa a Màlaga, va posar a Sevilla sota la seva sobirania feudal, l'emir de Badajoz es va declarar independent i va esclatar la lluita; llavors els sevillans van capturar a l'hereu de Badajoz, Muhammad ben Abd Allah, cosa que no va agradar al califa Yahya que va amenaçar al rei de Sevilla i va impulsar a aquest a treure altre cop la figura del fals califa Hixem II. El 1031 al-Mansur I va assolir la completa independència. El 1034 el príncep abbadita Ismail ibn Abbad de Sevilla (fill gran del rei Abu-l-Qàssim Muhàmmad, al retorn d'una expedició a Lleó va caure en una emboscada que li va parar l'emir de Badajoz al-Mansur I prop de Lisboa; Ismail es va salvar per poc i es va refugiar a Lisboa el que indicaria que la ciutat havia estat incorporada com a domini abbadita i separada de la taifa de Badajoz, com també fou el cas per Béja (on el 1042 va néixer el príncet Mutamid de Sevilla). No se sap quan va retornar a Badajoz.
Davant del perill cristià l'emir de Badajoz al-Mutawàkkil ibn al-Aftas va demanar l'ajuda dels almoràvits mitjançant ambaixades a llur sobirà Yússuf ibn Taixfín. Una vegada a la Península, els almoràvits, amb al-Mutawàkkil i altres reietons aliats, van derrotar Alfons VI en la batalla de Sagrajas, prop de Badajoz, el 23 d'octubre de 1086. Al-Mutawàkkil, des de llavors, intentà guanyar el favor de Yússuf, cooperant amb ell en algunes empreses, però al mateix temps, davant el temor de perdre el seu regne, pactava també amb el rei lleonès, que l'ajudaria contra els almoràvits a canvi de les places de Lisboa, Sintra i Santarem, ciutats en les que Alfons entrà el maig de 1093. Això va enfurismar els seus súbdits, que van avisar els almoràvits, els quals el van atacar en la primera meitat de l'any 1094. Al-Muttawàkkil va resistir fins a 1095 o 1096, quan va ser capturat i més tard assassinat (febrer del 1096?) juntament alguns dels seus fills. L'aliança defensiva amb els lleonesos no es va sustentar, perquè implicat en la defensa dels seus propis territoris, el sobirà cristià no va ser capaç d'assistir el governant musulmà, i els territoris que aquest li havia cedit van tornar a caure, a l'any següent a mans dels musulmans (1094) després de quasi un any i mig de domini cristià. D'aquesta manera, Lisboa, Santarém i Sintra van tornar al domini musulmà, ara sota els almoràvits.
La fortificació, en aquest període, estava constituïda per l'Alcassaba de planta aproximadament quadrangular amb prop de 60 metres de costat, en posició dominant a la part alta del pujol, defensada per muralles amb aproximadament 200 metres d'amplària. Aquest nucli, el perímetre del qual correspon sensiblement, als límits actuals del Castell, a l'est i a l'oest els murs descendeixen fins al riu embolicant a la població, reforçats per torres on s'obrien les portes.

### El castell medieval

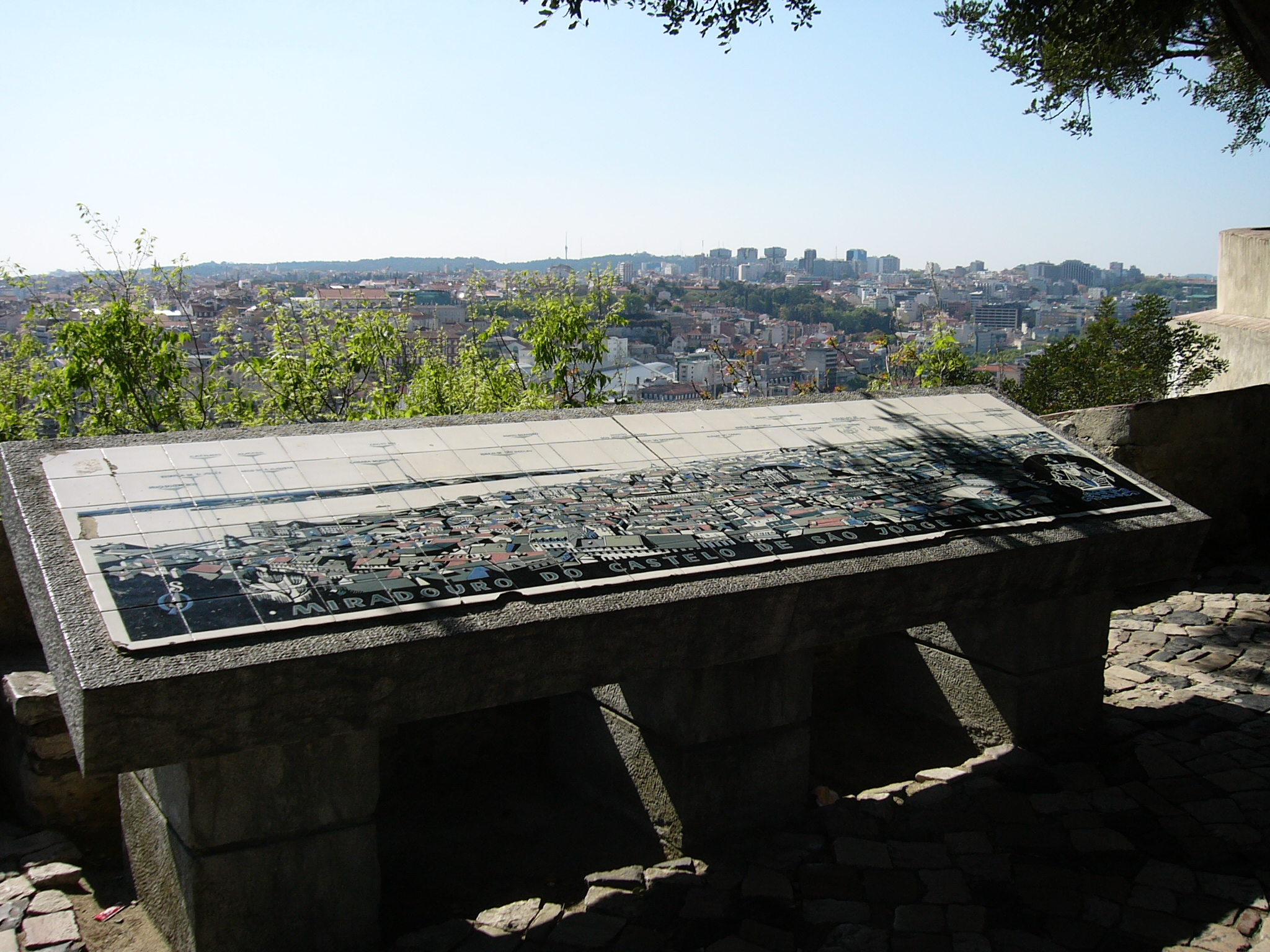
Vista de Lisboa des del castell.

El context de la Reconquesta cristiana de la península Ibèrica, després de la conquesta de Santarém, les forces d'Alfons I de Portugal (1112-1185), amb l'auxili dels croats normands, flamencs, alemanys i anglesos que es dirigirien a Terra Santa, van atacar contra aquesta fortificació musulmana, que va capitular després d'un dur cèrcol de tres mesos (1147). Resen les tradicions que el cavaller Martim Moniz, que es va destacar durant el cèrcol, en veure una de les portes del castell entreoberta, va sacrificar el seu pròpia vida a l'interposar el seu propi cos en el gual, impedint el seu tancament pels moros i permetent l'accés i la victòria dels seus companys.
Com mostra de gratitud, el castell, ara cristià, va ser col·locat sota la invocació del màrtir Sant Jordi, a qui molts croats professaven devoció. Poques dècades més tard, entre 1179 i 1183, resisteix amb èxit a les forces musulmanes que van assolar la regió entre Lisboa i Santarém.
A partir del segle xiii, al convertir-se Lisboa en Capital del regne (1255), el castell alberga el Palau Real. Els terratrèmols que van afectar la ciutat en 1290, 1344 i 1356, li van causar danys. En el plànol militar, es va utilitzar durant el cèrcol castellà de febrer i març de 1373, quan els ravals de la Capital van arribar a ser saquejats i incendiats. En eixe any es va iniciar la muralla de Ferran I de Portugal (1367-83), conclosa dos anys més tard. Durant la crisi de 1383-1385, els ravals de la ciutat van ser novament objecte de les envestides castellanes al març de 1383, que va anar durament assetjada per les forces de Joan I de Castella en 1384.
En les seues funcions de Palau Reial, va ser palau de la recepció de Vasco da Gama, després de descobrir el camí marítim a l'Índia al final del segle xv, i d'estrena, en el segle xvi, del Monòleg do Vaqueiro, de Gil Vicente, primera obra de teatre portuguès, commemorativa del naixement de Joan III de Portugal (1521-57).

### De la Guerra de Restauració als nostres dies
Juntament amb la ciutat el castell va tornar a patir amb els terratrèmols de 1531, 1551, 1597 i 1699. En eixe interí, va tornar a les pàgines de la història militar portuguesa en el context de la Restauració portuguesa. La seua Alcaid, Martim Afonso Valente, honrant el jurament de fidelitat que havia prestat, només va lliurar la plaça als Restauradors després de rebre instruccions de Margarita de Saboya, Duquessa de Màntua, en aquell temps Virreina de Portugal, que li va ordenar la rendició en (1640).
La mudança de la residència real a la zona riberenya, la instal·lació de casernes i el terratrèmol de 1755, contribueixen a la degradació del monument. Descaracteritzada i, en part, prohibit als lisboetes, arriba al segle xx.
Classificat com Monument Nacional per Decret de 16 de juny de 1910, pateix importants obres de restauració en la dècada de 1940 i al final de la dècada de 1990, que van tenir el mèrit de rehabilitar el monument, actualment un dels més visitats pel turista en la ciutat de Lisboa.
El monument ofereix una visita als jardins i miradors, un espectacle multimèdia (Olisipónia), una càmera fosca (Torre de Ulisses), espai d'exposicions, sala de reunions/recepcions (Casa do Governador) i llotja temàtica als seus visitants.

## Característiques
El castell defensa l'antiga ciutadella àrab, o alcàsser, obrint-se en els seus murs amb merlets dotze portons, set d'ells pel costat de l'església de Santa Cruz do Castelo. Per l'exterior, un drap de muralla dona accés a una torre barbacana. Divuit torres de sustentació reforcen els murs. Pel Portal Sul, a través de la Rua de Santa Cruz do Castelo, s'accedeix a la Plaça d'Armes.